# Ребиай, Милуд
Милуд Ребиай (араб. ربيعي ميلود‎; фр. Miloud Rebiaï ; 12 декабря 1993, Тлемсен) — алжирский футболист, защитник клуба «Белуиздад».

## Клубная карьера
Милуд Ребиай начинал свою карьеру футболиста в алжирском клубе «ВА Тлемсен» из своего родного города. 24 марта 2012 года он дебютировал в алжирской Лиге 1, выйдя на замену в концовке гостевого поединка против команды «МК Саида». По итогам сезона 2012/13 «ВА Тлемсен» вылетел из Лиги 1, и следующие 2 года Ребиай вместе с командой провёл в Лиге 2. Летом 2015 года он перешёл в один из ведущих алжирских клубов «ЕС Сетиф». 15 августа 2015 года Ребиай дебютировал за новую команду в Лиге 1, выйдя в основном составе в домашнем матче с клубом «МК Оран».

## Карьера в сборной
Милуд Ребиай входил в состав молодёжной сборной Алжира, занявшей второе место на Чемпионате Африки среди молодёжных команд 2015 года в Сенегале, где он не сыграл ни в одном из пяти матчей своей команды.
Милуд Ребиай был включён в состав олимпийской сборной Алжира играл на футбольный турнир Олимпийских игр 2016 года в Рио-де-Жанейро. На этом соревновании он провёл лишь один матч, выйдя в основном составе в поединке против олимпийской сборной Португалии.